# Cementerio Mancomunado Bahía de Cádiz
Cementerio Mancomunado Bahía de Cádiz S.A., también conocida como CEMABASA (Chiclana de la Frontera, 2000) es una empresa española que se dedica a servicios de cementerio y funerarios.

## Historia
CEMABASA empieza a funcionar el 23 de enero de 1992, con una inversión inicial de 1 000 000 000 de pesetas (aproximadamente 6 millones de euros) bajo la Mancomunidad de Municipios de la Bahía de Cádiz. En 2000 y 2001 se incorporaron San Fernando y Puerto Real. En diciembre de 2014 dejó de pertenecer a la Mancomunidad y se convirtió en una empresa participada por los Ayuntamientos de Chiclana de la Frontera y Cádiz.
En 2016 empezó también a hacerse cargo del servicio de recogida de animales y, en 2019, renovó la iluminación exterior e interior del centro.
En 2021 el Ayuntamiento de Puerto Real se hizo con un 0,9920% de la sociedad por valor de 90.000€ y, en 2022, se dio vía libre al cementerio de mascotas.

### Consejo de administración
El Consejo de Administración de CEMABASA está integrado por ocho miembros y un presidente, elegidos por los socios constituidos en Junta General (cuatro del Ayuntamiento de Cádiz, cuatro del Ayuntamiento de Chiclana de la Frontera y un miembro del Ayuntamiento de Puerto Real), cada uno con un voto.
La presidencia y la vicepresidencia va rotando cada dos años entre los socios mayoritarios. Además la empresa tiene la posibilidad de nombrar a un Gerente.

## Cifras económicas
En 2001, 2002 y 2003 consiguieron unos ingresos de 2.285.474€, 2.374.267€ y 2.472.107€ respectivamente, con unos beneficios netos de 145.162€, 207.966€ y 216.669€ en esos años. En 2011 se recogían unos beneficios de alrededor de 400.000€
En 2019 el patrimonio neto de la empresa era de 8.503.271,10€ y en 2023 ascendía a 10.693.655,21con una facturación de 3.719.714,51€

## Instalaciones
El centro cuenta con las siguientes instalaciones:
- Capilla ecuménica: destinada a los servicios religiosos (de cualquier confesión).
- Salas de duelo o tanatosalas: destinada a la vela o depósito del cadáver.
- Sala de autopsias y tanatopraxia: para embalsamar y asear el cadáver y las autopsias bajo orden de la Autoridad Judicial pertinente.
- Cámaras frigoríficas.
- Crematorio

Además de estas instalaciones hay otras oficinas y locales para administración y comercialización de productos:
- Locales para lapidería.
- Locales para cafetería y otros usos comerciales.
- Oficinas Administrativas y de contratación de servicios.
- Almacén.

### Entorno natural y zonas
Sobre casi 50 hectáreas de terreno, los jardines se diseñaron para ofrecer un espacio calmado y respetuoso, un ambiente de paz y reflexión. Además cuenta con una zona de inhumación, zonas de nichos y de columbarios, además de un jardín de cenizas.

### Ruta Monumental
En 2017 elaboró una ruta monumental bajo el concepto de Cementerios Vivos que muestra todos los enclaves interesantes de su patrimonio histórico y cultural: el Panteón de Moreno de Mora, el Panteón de Carranza, el Panteón de Aramburu, el monumento en honor a los alcaldes fallecidos del Ayuntamiento de Cádiz (obra de Presentación Navarro), una escultura de Fernando Quiñones, el monumento a los caídos en Cuba y Filipinas, el monumento homenaje a las víctimas del COVID-19, bustos en honor a artistas como la Perla de Cádiz, el Bojiga de Cádiz, Pericón de Cádiz, el Maestro Escobar o Luis Gallego Rey, padre de Luis Miguel, entre otros.

#### La pirámide funeraria
En 2009 se inauguró una pirámide funeraria en recuerdo a los 285.141 ciudadanos enterrados en el antiguo cementerio gaditano de San José desde 1802 hasta 1992.

### Otras localizaciones
En la actualidad gestiona el cementerio y el tanatorio de Puerto Real.

## Premios y galardones
- Mejor cementerio de España (Adiós, 2016)[20]
- Las tumbas púnicas del Cemabasa (2.º premio Premios de Cementerios de España 2024)[21]
- El día de las aves nocturnas (3.º premio Premios de Cementerios de España 2024)[21]